# واسیل دوردینتس
واسیل دوردینتس (اوکراینی: Василь Васильович Дурдинець؛ زادهٔ ۲۷ سپتامبر ۱۹۳۷) سیاست‌مدار اهل اوکراین است. وی از ۲ ژوئیه ۱۹۹۷ تا ۳۰ ژوئیه ۱۹۹۷ نخست‌وزیر موقت اوکراین بود.
وی همچنین برندهٔ جوایزی همچون نشان برجسته افتخار و نشان پرچم سرخ کار شده‌است.